# Maklári Pap Lajos
Maklári Pap Lajos (Gice, 1816. június 1. – Berzéte, 1869. május 25.) református lelkész.

## Élete
Tanulmányait 1823-tól Losoncon, 1826-tól Sárospatakon folytatta, ahol miután a német nyelv kedvéért közben Késmárkon is időzött, 1841-ben végezte el a teológiát. Ekkor segédül ment lelkész atyja mellé szülőföldjére, ahol 1842-ben annak helyére rendes lelkésszé választatott. Innét 1854-ben a berzétei egyház hívta meg, melyben 1869. május 25-én történt halálaig működött. Egyházmegyei és egyházkerületi jegyző is volt; mint ilyen a gömöri egyházmegye levéltárát rendezte és főkönyvét elkészítette.
Kisebb dolgozatait a Protestáns Egyházi és Iskolai Lapban (1857-62.) és a Sárospataki Füzetekben tette közzé, halotti énekeit pedig az Ivánka-féle Temetési énektárban (Sárospatak, 1869.).

## Művei
- Bibliai egyezményes szótár. A szentirat igéinek föllelésére és magyarázatára vezérlő segédkönyv. Közrebocsátják Székács József és Török Pál. Pest, 1855. (Ism. Magyar Sajtó 35. sz.)
- Konfirmatiói Káté. Rozsnyó, 1867.
- Temetési egyházi beszéd-vázlatok. Debreczen, 1870.

Kéziratban: egyházi beszédek és imák.